# Parafia Świętych Apostołów Piotra i Pawła w Widomej
Parafia świętych Apostołów Piotra i Pawła w Widomej — parafia rzymskokatolicka, znajdująca się w diecezji kieleckiej, w dekanacie słomnickim.